# Baroda (Staat)

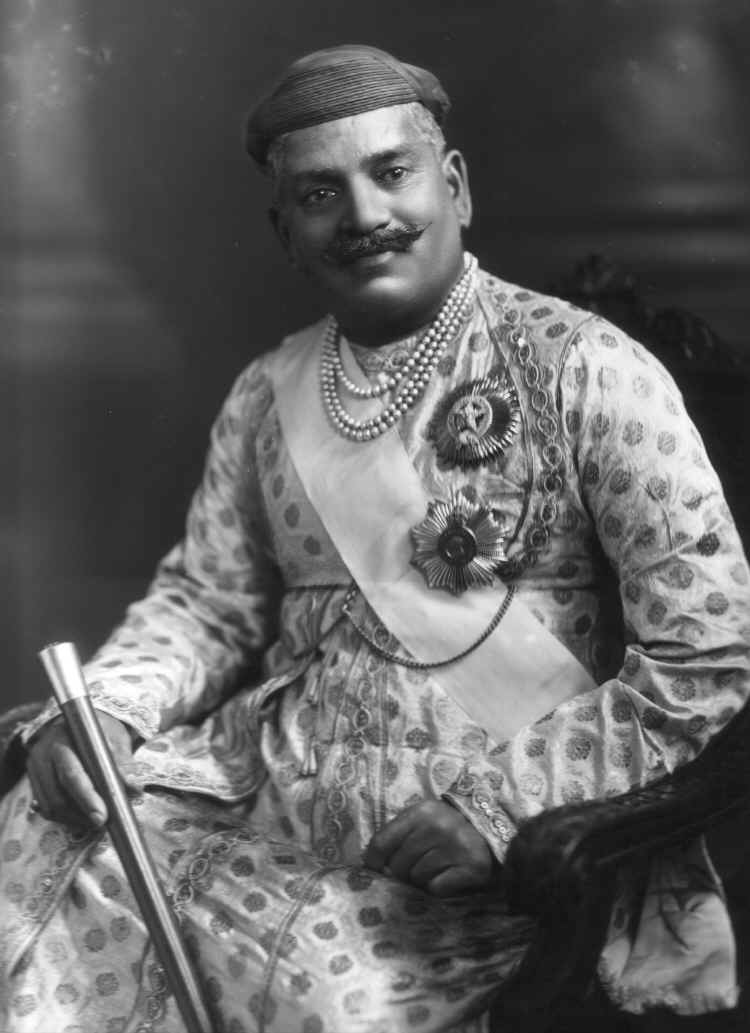
Maharaja Sayaji Rao III. Gaekwad (1919)

Baroda (Vadodara) war ein Fürstenstaat Britisch-Indiens im heutigen Bundesstaat Gujarat.

## Geschichte
Der Staat wurde von einem der Heerführer der Marathen gegründet, Pilaji Rao (1721–1732) aus dem Klan der Gaekwad, und der Herrscher, ein Maharaja, war allgemein bekannt als der Gaekwad von Baroda. Nachdem die Marathen dem Mogulreich große Teile Gujarats und der Halbinsel Kathiawar entrissen hatten, teilten der Peshwa und der Gaekwad 1755 die eroberten Gebiete unter sich auf. 1780 stellte sich Maharaja Fateh Singh Rao auf die Seite der Briten gegen den Peshwa. Seit diesem Jahr, und endgültig seit dem Vertrag von 1820, und bis 1947 war Baroda britisches Protektorat.
Durch Erbfolgekämpfe geriet der Gaekwad-Staat in Schulden und musste 1805 und 1807 einige Provinzen an die Britische Ostindien-Kompanie abtreten. Die Beziehungen zu den Briten blieben meist gespannt. 1817, im Vertrag von Pune, verzichtete der Peshwa auf seinen Oberhoheitsanspruch über Baroda. Zahlreiche kleinere Staaten im Bereich der Mahi Kantha, Rewa Kantha und Kathiawar Agencies blieben dem Gaekwad tributpflichtig; ab 1820 übernahmen die Briten das Einsammeln der Tribute.
Malhar Rao Gaekwad (1870–1875) wurde unter dem Vorwurf einer Mordverschwörung gegen den britischen Residenten entthront und durch seinen Neffen Sayaji Rao III. Gaekwad ersetzt, der bis 1939 regierte, den Staat modernisierte und eine Universität gründete. Von diesem Herrscher ist auch eine bemerkenswerte Geste des „zivilen Ungehorsams“ gegenüber der britischen Kolonialmacht überliefert. Als er bei der Proklamation Georgs V. zum Kaiser von Indien auf dem Delhi Durbar 1911 dem britischen Monarchenpaar huldigen sollte, trat er nicht, wie im Protokoll vorgesehen juwelengeschmückt vor den König, sondern legte vorher allen Schmuck ab, verbeugte sich nicht und kehrte dem Königspaar danach wortlos den Rücken. Britische Offizielle zeigten sich über das Verhalten des Maharajas schockiert. Dieser entschuldigte sich später schriftlich für sein Verhalten, das durch „Nervosität“ verursacht worden sei. In seiner Regierung zeigte der Maharaja, der selbst ein gebildeter Mann war und fünf Sprachen sprach, eine fortschrittliche Einstellung. Er war der erste indische Herrscher auf dem Subkontinent, der im Jahr 1906 die kostenlose allgemeine Schulpflicht einführte. Kinderehen wurden verboten und Maßnahmen zur Besserung der Situation der Frauen und der unterprivilegierten Kasten ergriffen. Im Jahr 1913 finanzierte der Maharaja ein Stipendium, das Bhimrao Ramji Ambedkar, dem späteren ersten Justizminister des unabhängigen Indien und einem der geistigen Väter der indischen Verfassung ein Studium am renommierten Elphinstone College in Bombay ermöglichte.
Baroda hatte 1941 ein aus vielen Teilstücken bestehendes Gebiet mit einer Fläche von 21.564 km² und 2,9 Millionen Einwohner. Es hatte, anders als andere Fürstenstaaten dieser Größe, keine eigene Staatspost, sondern gehörte zum Gebiet der britisch-indischen Post.
Bereits vor dem Ende der Kolonialzeit begann man ab 1940 durch das „attachement scheme“ zahlreiche Zwergstaaten aufzulösen. Baroda war einer der Hauptgewinner dieser Maßnahme, es wurden etwa 15000 km² mit etwa einer halben Million Einwohnern dazugewonnen. Absorbiert wurden Pethāpur (1. Feb. 1940), der Khatosan Thana mit Deloli, Kalsapura, Maguna, Memadpura, Rampura, Ranipura, Tejpura, Varsora, der Palaj-Taluka und den beiden Ijpura-Staaten (Juni, Juli 1940). Am 10. Juli 1943 folgten die Staaten: Amlīyārā, Ghorasār, Ilol, Katosan, Khadāl, Patdi, Punādra, Ranāsan, Wasoda und Wao. Dazu kamen zahlreiche kleine und kleinste Talukas der Region. Zum 24. Juli 1943 wurden außer dem Staat Sachodar wiederum zahlreiche kleinere Gebiete, die keine eigene Gerichtsbarkeit gehabt hatten angeschlossen. Im Dezember folgten dann die Staaten Bajana, Bhilka, Mālpur, Mānsa, Vadia.
Durch den Rückzug der Briten aus Indien 1947 (siehe Geschichte Indiens) wurde Baroda zunächst unabhängig. Am 1. Mai 1949 erfolgte der Anschluss an Indien und die Eingliederung in den indischen Bundesstaat Bombay. Am 1. November 1956 wurden alle indischen Fürstentümer aufgehoben. Seit 1960 gehört Baroda (Vadodara) zum Bundesstaat Gujarat.

## Währung
Baroda prägte, seit 1819 in eigenem Namen, die Siyāsi-Rupie (10,7–11,6 g), die auch in den umliegenden Gebieten zirkulierte. Vor der Silberkrise (1870–1895) lag ihr Wert bei 56 Pies (P.) der imperialen Rupie. Gegenüber den Kupfermünzen der Staaten schwankte ihr Wert stark zwischen 70 und 90 P. Maschinell geprägte, gerändelte Münzen gab es ab 1887. Die Ausprägung von Silberrupien endete 1899. Mohure (6,2–6,40 g Gold) wurden 1885–1898 und nochmal 1938 geprägt, dienten aber meist als Sammlerstücke. Um die Jahrhundertwende stellte man davon auch Teilstücke zu ⅓ und ⅙ her.